# Edgemont (Dakota del Sur)
Edgemont es una ciudad ubicada en el condado de Fall River en el estado estadounidense de Dakota del Sur. En el Censo de 2010 tenía una población de 774 habitantes y una densidad poblacional de 309,68 personas por km².

## Geografía
Edgemont se encuentra ubicada en las coordenadas 43°17′54″N 103°49′39″O / 43.29833, -103.82750. Según la Oficina del Censo de los Estados Unidos, Edgemont tiene una superficie total de 2.5 km², de la cual 2.5 km² corresponden a tierra firme y (0%) 0 km² es agua.

## Demografía
Según el censo de 2010, había 774 personas residiendo en Edgemont. La densidad de población era de 309,68 hab./km². De los 774 habitantes, Edgemont estaba compuesto por el 92.12% blancos, el 0.13% eran afroamericanos, el 3.36% eran amerindios, el 0% eran asiáticos, el 0% eran isleños del Pacífico, el 0.26% eran de otras razas y el 4.13% pertenecían a dos o más razas. Del total de la población el 2.07% eran hispanos o latinos de cualquier raza.